# Мушкарци који мрзе жене (филм из 2011)
Мушкарци који мрзе жене (енгл. The Girl with the Dragon Tattoo) је амерички драма трилер филм, снимљен 2011. у режији Дејвида Финчера, по истоименом бестселеру шведског писца Стига Лашона. Сувласник и колумниста часописа Миленијум добија задатак да истражи шта се догодило са девојком која је нестала пре четрдесет година, и која је можда мртва.
Руни Мара је за своју улогу номинована за Златни глобус за најбољу главну глумицу у драми и Оскара за најбољу главну глумицу, а Амерички филмски институт је овај филм прогласио за један од десет најбољих филмова 2011. године.
Почетком 2009. снимљен је и шведски филм Мушкарци који мрзе жене, који је зарадио више од сто милиона долара у биоскопима широм света.
Филм је премијерно приказан у Лондону 12. децембра 2011, у Њујорку 14. децембра 2011, а у Београду 5. јануара 2012. У првој недељи приказивања у САД филм је инкасирао 27 милиона долара.

## Радња
Микаел Бломквист (Данијел Крејг), сувласник часописа „Миленијум”, проглашен је кривим за клевету бизнисмена Венерстрема. Бломквист је осуђен на новчану одштету, лишавајући га готово све уштеђевине. Хакерка девојка Лизбет Саландер (Руни Мара) саставља детаљан досије о Бломквисту, кога Вангер планира да унајми, за Хенрика Вангера (Кристофер Пламер), великог индустријалца и бизнисмена, сада пензионисаног. Лизбетин закључак: Бломквист је „чист и поштен”.
Адвокат Хенрика Вангера, Дирк Фроде, позива Бломквиста на породично имање у Хедестаду. Хенрик Вангер задужује Бломквиста да реши мистерију нестанка његове нећакиње Харијет Вангер, која је нестала на острву пре 40 година. Старац даје сав материјал који има, укључујући и детаљне полицијске извештаје. Хенрик је сигуран да је Харијет убио један од чланова клана Вангер: неко шаље Хенрику пресовано цвеће, слично онима које му је Харијет поклонила за рођендане. Он сумња да их шаље њен убица. Хенрик обећава Бломквисту висок хонорар и прилику да буде рехабилитован у случају Венерстрем на рачун компромитујућих доказа који су му доступни. Бломквист живи у викендици на острву. Он чини породично стабло клана Вангер. Сесилија Вангер, Харијетина рођака, каже Бломквисту да је њена сестра Анита била ближа Харијет од осталих. Бломквист одлази код Аните (Џоели Ричардсон) у Лондон, али она одбија да помогне: побегла је од породице када је имала осамнаест година и не жели да зна ништа о својој породици.
Бломквист проналази Харијетину свеску, која открива списак жена са петоцифреним бројевима поред сваког имена. Пензионисани полицајац Густав Морел, који је водио Харијетин случај у младости, сугерише да су то бројеви телефона, али да се не могу повезати са именима. Дошавши у посету Бломквисту, његова ћерка Пернила, која воли модерне религиозне покрете, примећује да бројеви одговарају библијским стиховима. Сваки стих потиче из Левитске књиге и описује верске злочине почињене у Шведској током година. Бломквистова љубавница, и хонорарна власница часописа „Миленијум”, Ерика Бергер (Робин Рајт), долази на острво. Она схвата да је због губитка случаја Венерстром часопис на ивици банкрота, па пристаје на предлог Хенрика и његовог нећака, садашњег генералног директора концерна Вангер, Мартина Вангера (Стелан Скарсгард), да инвестирају у часопису. Убрзо након тога, Хенрик добија срчани удар, а породица Вангер тражи од Бломквиста да престане да истражује њихове породичне тајне.
Иако је Лизбет Саландер сада одрасла, она има старатеља који јој је додељен у вези са менталним поремећајем дијагностификованим у детињству. Холгер Палмгрен јој је дуго био старатељ, али је имао мождани удар. Нови старатељ, адвокат Нилс Бјурман (Јорик ван Вагенинген), преузима контролу над финансијама Саландерове и покушава да контролише њен живот. Када му се Лизбет обрати за новац за нови компјутер, Бјурман пристаје да га се одрекне под условом да му она попуши. Неколико дана касније, Саландер тражи још новца за храну и састаје се са Бјурманом у његовом стану, где је њен старатељ озбиљно сексуално злоставља. Међутим, после неког времена, она прави нови састанак са њим у његовој кући, имобилише га омамљивањем, веже га голог за кревет, убацује дилдо у анус и објављује му да је последње силовање снимила скривеном камером. Она уцењује Бјурмана да ће видео како је силује показати свим медијима ако јој не врати контролу над њеним финансијама и не допринесе да буде препозната као здрава и способна. И да не заборави шта се догодило, она му прави тетоважу на стомаку са речима: „Ја сам силоватељ и свиња“.
У међувремену, Фроде предлаже да Бломквист узме Саландерову за партнера и показује Бломквисту његов веома детаљан извештај. Бломквист долази у Саландерин стан да је замоли да сарађује са њим у проналажењу Харијетиног убице. Саландер супротставља списе о низу убистава која су се догодила од касних 1940-их до средине 1960-их. У међувремену, Бломквист испитује фотографије које је дао Хенрик са параде у Ходестаду на којој је Харијет присуствовала на дан њеног нестанка. На једној слици је приметно да ју је неко уплашио. Захваљујући фотографијама младенаца који су били на истој паради, Бломквист открива ону која је толико уплашила Харијет - реч је о непознатој особи у плавој школској униформи. Паралелно, Лизбет открива да су све убијене жене имале библијска (јеврејска) имена. Сумња пада на чланове породице Вангер који су били нацисти. Како посао одмиче, Лизбет заводи Бломквиста и после његовог кратког отпора постају љубавници.
Микаел сазнаје од Харалда Вангера, брата Хенрика, бившег нацисте, да је непозната особа на фотографији Мартин Вангер, Харијетин брат. Саландер открива у архиви у Ходестаду да је Готфрид, Харијетин и Мартинин покојни отац, био на службеном путу у сваки град у коме су се дешавала убиства. Међутим, последње убиство се догодило 1967. године, две године након Готфридове смрти, што сугерише да га је починио неко други. Убрзо открива да је последња жртва похађала Универзитет у Упсали, где је и сам Мартин студирао. Пронашавши заједничку фотографију Хенрика и Мартина у једном од градова где је убиство почињено, Лизбет схвата да је њен син кренуо очевим стопама.
Бломквист је опседнут идејом да пронађе доказе у Мартиновој кући, али Мартин све погађа и успава Микаела који му је дошао. Бломквист се буди окован и везан за конопац. Мартин се отворено хвали да је силовао, мучио и убио десетине жена током неколико година, чему га је научио отац, али пориче да је убио своју сестру. Мартин обећава да ће убити Бломквиста и ставља пластичну кесу на његову главу. Али временом, Лизбет, која је све разумела, упада у подрум и ударцем палице за голф разбија Мартину главу и обара га. Док Саландер ослобађа Бломквиста, Мартин долази к себи и покушава да побегне аутомобилом. Лизбет хвата пиштољ који је Мартин оставио и јури за њим на свом мотоциклу. Мартинов ауто се судара великом брзином. Саландер се приближава месту несреће, али преврнути аутомобил експлодира и Мартин гине у пожару.
Бломквист сугерише да је Харијет можда још увек жива. Бломквист и Саландер лете у Лондон, хакују рачунар Аните Вангер и прислушкују њен телефон, надајући се да ће она контактирати Харијет након поруке од Бломквиста о Мартиновој смрти. Када Анита не покушава да контактира Харијет, Бломквист закључује да је Анита Вангер заиста Харијет, која живи под маском да изгледа као Анита да би се сакрила од Мартина. Бломквист говори Анити/Харијет своје сумње. Харијет признаје да ју је њен отац Готфрид редовно силовао дуги низ година, а она га је на крају убила ударцем весла у главу, а Мартин ју је ухватио на месту злочина. Мартин ју је такође више пута силовао све док га Хенрик није послао на студије у Упсалу. Када се Мартин вратио на дан параде, Харијет је побегла из Шведске уз помоћ Аните, плашећи се да се насиље понови. Од тог тренутка постојале су две Аните Вангер, све док права Анита и њен муж нису погинули у саобраћајној несрећи, остављајући то име за Харијет. Харијет је сваке године слала пресовано цвеће Хенрику као доказ да је жива. Коначно, након братове смрти, Харијет се враћа у Шведску и упознаје свог ујака Хенрика.
Као што је обећано, Хенрик даје Бломквисту информације о Венерстрему, али Бломквист је бесан што су информације престаре да би се користиле на суду, пошто је рок застарелости истекао и оптужбе нису преозбиљне. Затим Саландер хакује Венерстромов компјутер. Она проналази компромитујуће доказе везане за илегалну трговину оружјем и дрогом. Бломквистов нови чланак оживљава „Миленијум” и уништава Венерстрома.
Саландер хакује Венерстромове бројне банковне рачуне и украде му вишемилионску суму новца уз паметну комбинацију. Венерстрем је на крају пронађен убијен у Шпанији под мистериозним околностима. По повратку у Стокхолм, Саландер посећује свог старог старатеља Палмгрена, који је после можданог удара изгубио способност да говори и везан је за инвалидска колица. Она му каже да је нашла пријатеља којег би он одобрио, а и сама је срећна. Лизбет купује Микаелу скупу кожну јакну као божићни поклон. Она стиже да му да поклон, али примећује како срећни Бломквист и Бергер шетају заједно. Схвативши да Бломквист није баш потребан, Лизбет баци јакну у најближи контејнер и одвезе се улицама Стокхолма.

## Улоге
| Глумац           | Улога               |
| ---------------- | ------------------- |
| Данијел Крејг    | Микаел Блумквист    |
| Руни Мара        | Лизбет Саландер     |
| Кристофер Пламер | Хенрик Вангер       |
| Стелан Скарсгорд | Мартин Вангер       |
| Џоели Ричардсон  | Анита Вангер        |
| Робин Рајт       | Ерика Бергер        |
| Горан Вишњић     | Драган Армански     |
| Џулијан Сендс    | млади Хенрик Вангер |
| Џералдина Џејмс  | Сесилија Вангер     |
| Стивен Беркоф    | Дирк Фроде          |